# Alto da Serra
Alto da Serra é um bairro da cidade de Petrópolis, estado do Rio de Janeiro.
No bairro, havia um pátio e uma estação de trem, desativados em 1964, onde hoje se encontra o Conjunto Habitacional Príncipe do Grão-Pará.
É o local onde fica a Rua Teresa,a mais famosa da cidade, que concentra cerca de duas mil (2000) lojas do pólo têxtil da região. A Rua Teresa movimenta cerca de R$ 840 milhões por ano e emprega cerca de 40 mil trabalhadores diretos e indiretos.